# Dell Comics
Dell Comics foi uma editora americana de quadrinhos, subsidiária da Dell Publishing que iniciara publicando revistas populares. As primeiras publicações surgiram em 1929 e continuaram até 1973. Nesses anos a Dell Comics se tornou a companhia do gênero mais bem-sucedida do país. Em 1953 ela alcançou o topo do mercado de quadrinhos mundial, vendendo 26 milhões de exemplares a cada mês.

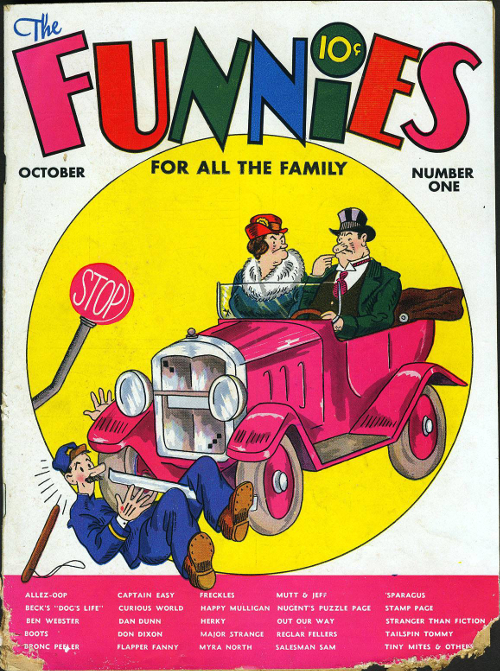
The Funnies #1, outubro de 1936

A primeira publicação da Dell Comics foi The Funnies, a primeira revista em quadrinhos americana que trazia material original, embora esse pioneirismo não seja reconhecido devido as publicações anteriores em formato de tablóide.
A companhia formou uma parceria em 1938 com a Western Publishing, na qual a Dell deveria financiar e distribuir as publicações produzidas pela Western. Graças ao controle dessas áreas, a empresa prosperou e as vendas chegaram aos milhões, conforme já citado. O pesquisador Mark Carlson disse que em meados dos anos de 1950 "o número total de títulos da Dell representava 15% das revistas em quadrinhos mas as vendas eram um terço de todo o mercado.
Dell Comics se tornou mais conhecida por publicar material licenciado, sendo os mais notáveis os personagens de desenhos animados da Walt Disney Productions, Warner Bros., Metro-Goldwyn-Mayer e Walter Lantz Studio além de muitas adaptações e séries derivadas de filmes e programas de televisão tais como Zorro,  Tarzan, Howdy Doody, Zé Colméia e outros da Hanna-Barbera. Os escritores/ilustradores Walt Kelly e Carl Barks foram dois dos maiores talentos do ramo associados à companhia. Outros prolíficos escritores foram Gaylord DuBois, Paul S. Newman, Don "Arr" Christensen, John Stanley, Bob Gregory, Robert Schaefer e Eric Freiwald, Lloyd Turner, Leo Dorfman e Carl Fallberg. Desenhistas que trabalharam para a Dell incluem Fred Harman, Alex Toth, Russ Manning, Jesse Marsh, Alberto Giolitti, Paul Murry, Tony Strobl, Harvey Eisenberg, Ken Hultgren, Dick Moores, Jack Bradbury, Fred Fredericks, Roger Armstrong, Jack Manning, Bill Wright, Pete Alvarado, Dan Spiegle, Paul Norris, Frank Bolle, Artie Saaf, Dan Noonan, John Ushler e John Buscema. O conhecido escritor de fantasia Charles Beaumont contribuiu com muitas histórias de personagens infantis animais da Dell no início da carreira, sempre em colaboração com William F. Nolan.
De 1939 a 1962 a Dell publicou o mais notável e duradouro título de antologia de quadrinhos chamado Four Color. Com vários números por mês, o título chegou à casa dos 1.300 exemplares em 23 anos de história. A revista serviria de modelo para várias outras de diferentes editoras (tais como a Showcase da DC Comics) que as usavam como lançamentos prévio de futuras séries e personagens permanentes a serem publicados em títulos próprios.
Cabe registrar a polêmica da Dell com a comunidade afro-americana a respeito do personagem Lil' Eight Ball (Azeitona, no Brasil) que aparecia em alguns desenhos animados de Walter Lantz nos anos finais da década de 1930. O pesquisador Michael Barrier descreveu o personagem como um "grotesco estereotipo de um menino negro" que deixou de ser publicado nos quadrinhos de Lantz da revista New Funnies; a última aparição do personagem foi na revista de agosto de  1947.
Em 1948, a Dell recusou o convite para membro da nascente Associação das Editoras de Revistas em quadrinhos americana. A associação a ser formada pretendia se defender de eventuais intervenções do governo em reação a crescente onda de críticas aos quadrinhos que começava a influenciar a opinião pública. A vice-presidente da Dell Helen Meyer falou ao Congresso americano que a Dell optara por não entrar para a associação porque não queria servir de escudo para as editoras menores que publicavam quadrinhos sobre crimes e histórias policiais. Quando o Código dos Quadrinhos surgiu em 1954 como reação ao clamor da obra de Fredric Wertham chamada Sedução dos Inocentes, a Dell novamente recusou a aderir, colocando nas suas revistas um "aviso aos pais" pelo qual se comprometia a eliminar qualquer material controverso, concluindo pela agora clássica frase "Dell Comics Are Good Comics" (algo como "Os quadrinhos da Dell são do bem").
Bart Beaty em seu livro Fredric Wertham and the Critique of Mass Culture descreveu a campanha da Dell contra o livro de Wertham na qual a empresa incentivou diversas companhias proprietárias de personagens licenciados (incluindo a Warner Brother Cartoons, a Lone Ranger Inc. e a Edgar Rice Burroughs Inc.) a enviarem cartas de protesto contra o editor Stanley Rinehart.
De meados de 1950 até a Primavera de 1959 a Dell faria promoções em suas revistas (exceto Disney) as quais eram chamadas de Dell Comics Club. Os participantes asssinavam as revistas por um ano e ganhavam o certificado de membro. Foram oferecidos vários prêmios aos assinantes durante os anos de 1940 e 1950 que podiam receber cartões de aniversário e natal.
O fim das publicações da Four Color em 1962 coincidiu com o término da parceria com a Western, que assumiu a maioria dos personagens licenciados e seu próprio material e criou o selo Gold Key Comics.
A maioria dos artistas da Dell foram para a Gold Key. Outros poucos como John Stanley permaneceram. Surgiriam novos talentos tais como Frank Springer e Lionel Ziprin.
A Dell Comics continuou por mais 11 anos com quadrinhos de personagens licenciados da televisão e adaptações do cinema (como exemplo Mission: Impossible, Ben Casey, Burke's Law, Doutor Kildare e Beach Blanket Bingo) e alguns poucos títulos próprios. As séries da época incluiram os quadrinhos adolescentes Thirteen Going on Eighteen (29 revistas escritas por John Stanley), Ghost Stories (37 revistas, #1 escrita por John Stanley), Combat (40 revistas), Ponytail (20 revistas), Kona Monarch of Monster Isle (20 revistas), Toka the Jungle King (10 revistas) e Naza Stone Age Warrior (9 revistas). A Dell tentou ainda entrar para a linha de super-heróis com as revistas Nukla, Fab 4, Brain Boy e uma equipe muito criticada formada com os monstros da Universal Pictures (Frankenstein, Drácula e Lobisomem) repaginados ridiculamente como super-heróis.
A Dell Comics cessaria suas publicações em 1973, com poucos dos títulos remanescentes migrados para a Gold Key Comics.